# Cylichna fantasma
Cylichna fantasma is een slakkensoort uit de familie van de Cylichnidae. De wetenschappelijke naam van de soort is voor het eerst geldig gepubliceerd in 1927 door Baker & Hanna.